# Natividad Vacío
José Natividád Domínguez Vacío — né le 8 septembre 1912 à El Paso (Texas), mort le 30 mai 1996 à Burbank (Californie) — est un acteur américain, connu comme Natividad Vacío (parfois orthographié Natividad Vacio).

## Biographie
Au cinéma, Natividad Vacío apparaît dans dix-neuf films américains, depuis Marqué au fer de Rudolph Maté (1950, avec Alan Ladd et Mona Freeman) jusqu'à Milagro de Robert Redford (1988, avec Melanie Griffith et Rubén Blades).
Entretemps, mentionnons L'Émeraude tragique d'Andrew Marton (1954, avec Stewart Granger et Grace Kelly), Géant de George Stevens (1956, avec Elizabeth Taylor et Rock Hudson) et le western Les Sept Mercenaires de John Sturges (1960, avec Yul Brynner et Steve McQueen).
Pour la télévision, hormis un téléfilm diffusé en 1989 (ultime prestation à l'écran), il contribue à cinquante-quatre séries, de The Lone Ranger (un épisode, 1950) à Côte Ouest (deux épisodes, 1988). 
Citons également Les Incorruptibles (deux épisodes, 1959-1960), Le Grand Chaparral (deux épisodes, 1968-1970) et Cannon (deux épisodes, 1974-1975).
Dans le film biographique Hollywoodland d'Allen Coulter (2006), consacré à l'acteur George Reeves (interprété par Ben Affleck), Natividad Vacío est personnifié par Diego Fuentes (en) — notons que Vacío participe à la série Les Aventures de Superman, avec un épisode diffusé en 1958 et réalisé par Reeves qui tient le rôle-titre —.

## Filmographie partielle
(comme acteur, sauf mention contraire)

### Cinéma
- 1950 : Marqué au fer (Branded) de Rudolph Maté : un paysan
- 1953 : Le Voyage de la peur (The Hitch-Hiker) d'Ida Lupino : José
- 1954 : L'Émeraude tragique (Green Fire) d'Andrew Marton : Hernandez
- 1956 : L'Homme de San Carlos (Walk the Proud Land) de Jesse Hibbs : Compos
- 1956 : Géant (Giant) de George Stevens : Eusebio
- 1960 : Les Sept Mercenaires (The Magnificent Seven) de John Sturges : Miguel
- 1963 : Le Justicier de l'Ouest (en) (The Gun Hawk) d'Edward Ludwig : Quid
- 1968 : La Jungle aux diamants (The Pink Jungle) de Delbert Mann : Figueroa
- 1971 : Scandalous John de Robert Butler (consultant vocal)
- 1972 : Alerte à la bombe (Skyjacked) de John Guillermin : le passager espagnol
- 1983 : L'Homme aux deux cerveaux (The Man with Two Brains) de Carl Reiner : Ramon
- 1988 : Milagro (The Milagro Beanfield War) de Robert Redford : Onofre Martinez, membre de la brigade des seniors

### Télévision

#### Séries télévisées
- 1950 : The Lone Ranger
  - Saison 2, épisode 3 Dead Man's Chest : José Gonzales
- 1957 : Rintintin (The Adventures of Rin Tin Tin)
  - Saison 4, épisode 4 L'Aigle rouge (A Look of Eagles) : Manuel
- 1958 : Les Aventures de Superman (Adventures of Superman)
  - Saison 6, épisode 11 The Brainy Burro de George Reeves : l'inspecteur Tomaio
- 1959-1960 : Les Incorruptibles (The Untouchables)
  - Saison 1, épisode 7 Pas de cadavre au Mexique (Mexican Stake-Out, 1959 - Pasquale) de Tay Garnett et épisode 22 La Dame aux oiseaux (The White Slaves, 1960 - un employé de la station-service) de Walter Grauman
- 1960 : L'Homme à la carabine (The Rifleman)
  - Saison 2, épisode 26 The Vision de Don Medford : Pedro
- 1960-1961 : Peter Gunn
  - Saison 3, épisode 2 Mask of Murder (1960 - Miguel) d'Alan Crosland Jr. et épisode 32 A Matter of Policy (1961 - Maldonado) de Robert Gist
- 1961 : Monsieur Ed, le cheval qui parle (Mister Ed)
  - Saison 1, épisode 11 Ed the Witness d'Arthur Lubin : Arturo
- 1965 : L'Homme à la Rolls (Burke's Law), première série
  - Saison 3, épisode 14 A Little Gift for Cairo de Jerry Hopper : le bottier
- 1966 : Les Espions (I Spy)
  - Saison 1, épisode 20 Un pari stupide (Bet Me a Dollar) de Richard C. Sarafian : un passager du bus
- 1967 : Le Fugitif (The Fugitive)
  - Saison 4, épisode 25 Death of a Very Small Killer : un livreur
- 1967 : Cimarron
  - Saison unique, épisode 4 The Battleground de Don Medford : Ciego
- 1967 : Match contre la vie (Run for Your Life)
  - Saison 3, épisode 9 The Naked Half-Truth de Michael Ritchie : un serveur
- 1968 : La Nouvelle Équipe (The Mod Squad)
  - Saison 1, épisode 4 When Smitty Comes Marching Home de George McCowan : le père mexicain
- 1968-1970 : Le Grand Chaparral (The High Chaparral)
  - Saison 2, épisode 6 The Promised Land (1968) de Joseph Pevney : le prêtre
  - Saison 3, épisode 22 New Hostess in Town (1970) de Virgil W. Vogel : le majordome
- 1969 : Opération vol (It Takes a Thief)
  - Saison 2, épisode 21 Rapport secret (The Baranoff Timetable) de Michael O'Herlihy : un ingénieur
- 1969 : Max la Menace (Get Smart)
  - Saison 5, épisode 5 Le Trésor de C. Errol Madre (The Treasure of C. Errol Madre) de Don Adams : Felicidad
- 1969 : Docteur Marcus Welby (Marcus Welby, M.D.)
  - Saison 1, épisode 11 Let Ernest Come Over de Marc Daniels : Frank Serrano
- 1970 : Sur la piste du crime (The F.B.I.)
  - Saison 5, épisode 18 Conspiracy of Corruption de Don Medford : Juan Morelos
- 1970 : L'Homme de fer (Ironside)
  - Saison 3, épisode 20 la Rançon (Ransom) d'Abner Biberman : Israel Rivera
- 1970 : Mission impossible (Mission: Impossible), première série
  - Saison 4, épisode 24 La Brigade de la mort (Death Squad) : le fleuriste
- 1970 : Gunsmoke
  - Saison 16, épisode 13 The Noonday Devil de Philip Leacock : Diego
- 1970-1973 : Auto-patrouille (Adam-12)
  - Saison 2, épisode 22 Log 114: The Hero (1970) de Joseph Pevney : M. Perez
  - Saison 6, épisode 2 Rampart Division: The Senior Citizens (1973) : José
- 1974-1975 : Cannon
  - Saison 3, épisode 18 Amnésie dans le désert (Duel in the Desert, 1974) : Sanchez
  - Saison 5, épisode 8 Pris entre deux feux (Man in the Middle, 1975) : Paco Barriga
- 1975 : Sergent Anderson (Police Woman)
  - Saison 3, épisode 13 Noir et blanc (Incident Near a Black and White) d'Herschel Daugherty : le propriétaire du commerce d'alcools
- 1976 : Barnaby Jones
  - Saison 4, épisode 19 Shadow of Guilt : Esteban
- 1979 : La Conquête de l'Ouest (How the West Was Won)
  - Saison 2, épisode 11 Les Marchands d'esclaves (The Slavers) de Joseph Pevney : le chef de poste
- 1982 : L'Île fantastique (Fantasy Island)
  - Saison 5, épisode 19 Un visage d'ange / Portrait de Céleste (Face of Love/Image of Celeste) de Don Chaffey : Mano
- 1985 : Fame
  - Saison 5, épisode 4 Le Prix à payer (Selling Out) de Ray Danton : le grand-père de Jesse
- 1988 : Le Cavalier solitaire (Paradise)
  - Saison 1, épisode 3 Les Créateurs (Founders' Day) : Manuel
- 1988 : Côte Ouest (Knots Landing)
  - Saison 10, épisode 2 La Limite (Borderline) et épisode 3 Abandon (Deserted) : Señor Leal